# Pozzi Escot
(Olga) Pozzi Escot (* 1. Oktober 1933 in Lima, Peru) ist eine US-amerikanische Komponistin.
Escot studierte von 1954 bis 1957 an der Juilliard School of Music in New York City und danach bis 1960 an der Musikhochschule Hamburg bei Philipp Jarnach, William Bergsma und Andrés Sás Orchassal. Sie war Gastkomponistin am Music Center in Tanglewood/Massachusetts und leitete die Konzertreihen New Event Ensemble in Boston und Space, Time and Sound.
Sie war Professorin am Wheaton College und am New England Conservatory, Präsidentin der International Society of Hildegard von Bingen Studies, Direktorin der Tufts University Talloires International Composers Conference und seit 1980 Chefherausgeberin der Zeitschrift Sonus. Escot verfasste mehrere musiktheoretische Schriften, darunter Sonic Design: The Nature of Sound and Music (mit Robert Cogan) und komponierte Werke überwiegend in kammermusikalischer Besetzung und mehrere Klavierstücke.

## Werke
- Three Poems of Rilke für Streichquartett und Sprecher
- Lamentus (Trilogy for the 6 million nr. 1 obviously the Jewish Nazi victims) für Sopran, zwei Violinen, zwei Celli, Klavier und drei Schlagzeuge
- Christos (Trilogy nr. 2) für Altflöte, Kontrafagott, Schlagzeug und drei Violinen
- Visione für Kontrabass, Flöte, Altsaxophon, Sopran, Schlagzeug und Sprecher
- Three Movements für Klavier und Violine
- Sands (Symphony nr. 5)
- Fergus Are für Orgel
- Missa Triste für Frauenchor und drei Instrumente

## Schriften
- Sonic Design: The Nature of Sound and Music
- The Poetics of Simple Mathematics in Music
- Oh How Wondrous: Hildegard von Bingen, Ten Essays

| Personendaten    | Personendaten                          |
| ---------------- | -------------------------------------- |
| NAME             | Escot, Pozzi                           |
| ALTERNATIVNAMEN  | Escot, Olga Pozzi (vollständiger Name) |
| KURZBESCHREIBUNG | US-amerikanische Komponistin           |
| GEBURTSDATUM     | 1. Oktober 1933                        |
| GEBURTSORT       | Lima, Peru                             |